# Macquartia hystrix
Macquartia hystrix är en tvåvingeart som beskrevs av Louis-Paul Mesnil 1972. Macquartia hystrix ingår i släktet Macquartia och familjen parasitflugor. Inga underarter finns listade i Catalogue of Life.